# Zala (felvágott)
A Zala  (vagy Zala felvágott) egy sertésmozaikokkal dúsított hagyományos magyar felvágottfajta.

## A név eredete
A Zala név egykor márkanév volt, azonban ma már fajtanévnek számít. Nem részesülhet ugyanis oltalomban az a földrajzi árujelző, amely már a termék szokásos elnevezésévé vált a kereskedelmi forgalomban, így a Zala felvágott sem. A Zala név nem szerepel az Szellemi Tulajdon Nemzeti Hivatala (SZTNH) védjegyadatbázisában.

## Jellemzői
Tartalmaz őrölt fehér borsot, fekete borsot, valamint enyhe fokhagymaízzel is rendelkezik. 70%-a sertéshús. Pácolt, piros színű húsrészek alkotják, amelyek tiszta húspépbe vannak beágyazva mozaikosan. Nyomokban tartalmaz tejszármazékot, szójafehérjét és mustárt.
Vágási felülete rózsaszín, és legalább négy, egyenletesen elosztott húsrészt tartalmaz. Húsának rugalmasnak kell lennie.